# Françoise Vergès
Françoise Vergès (Parigi, 23 gennaio 1952) è una politologa e attivista francese.
Si occupa di femminismo e di studi decoloniali.

## Biografia
Françoise Vergès è la seconda figlia di Laurence Deroin e del politico Paul Vergès. Suo padre, figlio di un medico e console del periodo coloniale, fu deputato al Parlamento francese, deputato europeo, senatore, presidente del consiglio regionale della Riunione La Réunion e sindaco di Le Port.
Trasferitasi da Parigi alla Riunione all'età di due anni, Françoise Vergès vi trascorse la sua infanzia, segnata dalle lotte politiche condotte dai suoi genitori.
All'età di 16 anni, i suoi genitori le permisero di lasciare la Riunione per frequentare in Algeria il suo ultimo anno di liceo. Nell'ottobre 1970, Vergès andò dunque a studiare al liceo Descartes di Algeri, città in cui fu ospitata da suo zio, l'avvocato Jacques Vergès, noto per aver difeso in tribunale in quegli anni l'attivista del Fronte di Liberazione Nazionale Djamila Bouhired. Dopo la maturità, studiò per tre mesi cinese e arabo ad Aix-en-Provence, per poi tornare ad Algeri per frequentare Sciences Po. Vergès tuttavia abbandonò rapidamente gli studi per dedicarsi all'attivismo.
Nel 1983 Vergès partì per gli Stati Uniti, dove visse clandestinamente svolgendo lavori saltuari, dopo aver lavorato come redattrice e giornalista nell'ambiente femminista francese. Abbandonò poi gli Stati Uniti per il Messico, rientrandovi solo successivamente per riprendere gli studi nel 1987 all'Università della California a San Diego, dove frequentò corsi di scienze politiche e di studi femministi. Nel 1989 iniziò un dottorato in scienze politiche presso l'Università della California a Berkeley, dove lavorò sotto la supervisione di Michael Paul Rogin. Discusse la sua tesi nel maggio 1995 e fece successivamente ritorno in Francia: la sua tesi fu pubblicata alcuni anni dopo sotto il titolo Monsters and revolutionaries. Colonial family romance and "métissage". Nel 2005 conseguì l'abilitazione universitaria presso l'École des hautes études en sciences sociales di Parigi.

## Attivismo politico
Dopo il liceo, Françoise Vergès si impegnò politicamente in Secours rouge, nel comitato Palestine, nel movimento contro l'installazione di un campo militare a Larzac, nei Groupes d'Information Prisons et nei Mouvement des femmes. Frequentò poi il Mouvement de libération des femmes a Parigi e fu coinvolta nel gruppo "Psi e Po" di Antoinette Fouque. Collaborò poi alla rivista Des femmes en mouvement, inizialmente mensile e in seguito settimanale, pubblicata tra il 1978 e il 1982, nonché alla raccolta Donne in lotta di tutti i paesi, edita dalle Éditions des femmes tra il 1981 e il 1983.
Nel maggio 2018 ha partecipato al convegno internazionale "Nord Bandung" organizzato dal Decolonial International Network «al fine di discutere della memoria coloniale» insieme ad altri studiosi e attivisti come Angela Davis, Fred Hampton Jr. e Muntazar al-Zaydi.

## Pubblicazioni

### Opere
- (FR) Françoise Vergès e Philippe Haudrère, De l'Esclave au citoyen, collana Découvertes Gallimard Texto, Paris, Gallimard, 1998.
- (EN) Françoise Vergès, Monsters and revolutionaries. Colonial family romance and "métissage", Durham, Duke University Press, 1999.
- (FR) Françoise Vergès, Abolir l'esclavage. Une utopie coloniale, les ambiguïtés d'une politique humanitaire, Paris, Albin, 2001.
- (FR) Françoise Vergès, Racines et itinéraires de l'unité réunionnaise, La Réunion, Graphica-Région Réunion, 2003.
- (FR) Françoise Vergès e Jean-Claude Carpanin Marimoutou, Amarres. Créolisations india-océanes, Paris, Ka, 2003.
- (FR) Françoise Vergès, La mémoire enchaînée. Questions sur l'esclavage, Paris, Albin, 2006.
- (FR) Françoise Vergès, Pascal Blanchard e Nicolas Bancel, La République coloniale. Essai sur une utopie, collana Pluriel, Paris, Hachette, 2006.
- (FR) Françoise Vergès, Nègre, je suis, nègre je resterai. Entretiens avec Aimé Césaire, Paris, Albin, 2007.
- (FR) Françoise Vergès, Pascal Blanchard e Nicolas Bancel, La colonisation française, collana Les Essentiels, Toulouse, Milan, 2007.
- (FR) Françoise Vergès, « Nègre. Nègrier. Traite des nègres ». Trois articles du Grand Dictionnaire universel du xixe siècle de Pierre Larousse, Saint-Pourçain, Bleu autour, 2007.
- (FR) Françoise Vergès, Nicolas Bancel, Pascal Blanchard e Achille Mbembe, Ruptures postcoloniales, collana La Découverte, Paris, 2010.
- (FR) Françoise Vergès, L'homme prédateur, ce que nous enseigne l'esclavage sur notre temps, collana Bibliothèque Idées, Paris, Albin, 2011.
- (FR) Françoise Vergès, Le ventre des femmes : capitalisme, racialisation, féminisme, collana Bibliothèque Idées, Paris, Albin, 2017.
- (FR) Françoise Vergès, Un féminisme décolonial, Paris, La Fabrique, 2019.
- (FR) Françoise Vergès, Une théorie féministe de la violence. Pour une politique antiraciste de la protection, Paris, La Fabrique, 2020.
- (FR) Françoise Vergès, Programme de désordre absolu. Décoloniser le musée, Paris, La Fabrique, 2023.

### Traduzioni in italiano
- Françoise Vergès, Un femminismo decoloniale, collana Cartografie, traduzione di Gianfranco Morosato, Verona, Ombre corte, 2020.
- Françoise Vergès, Una teoria femminista della violenza. Per una politica antirazzista della protezione, collana Cartografie, traduzione di Gianfranco Morosato, Verona, Ombre corte, 2021.